# Raiateaparakit

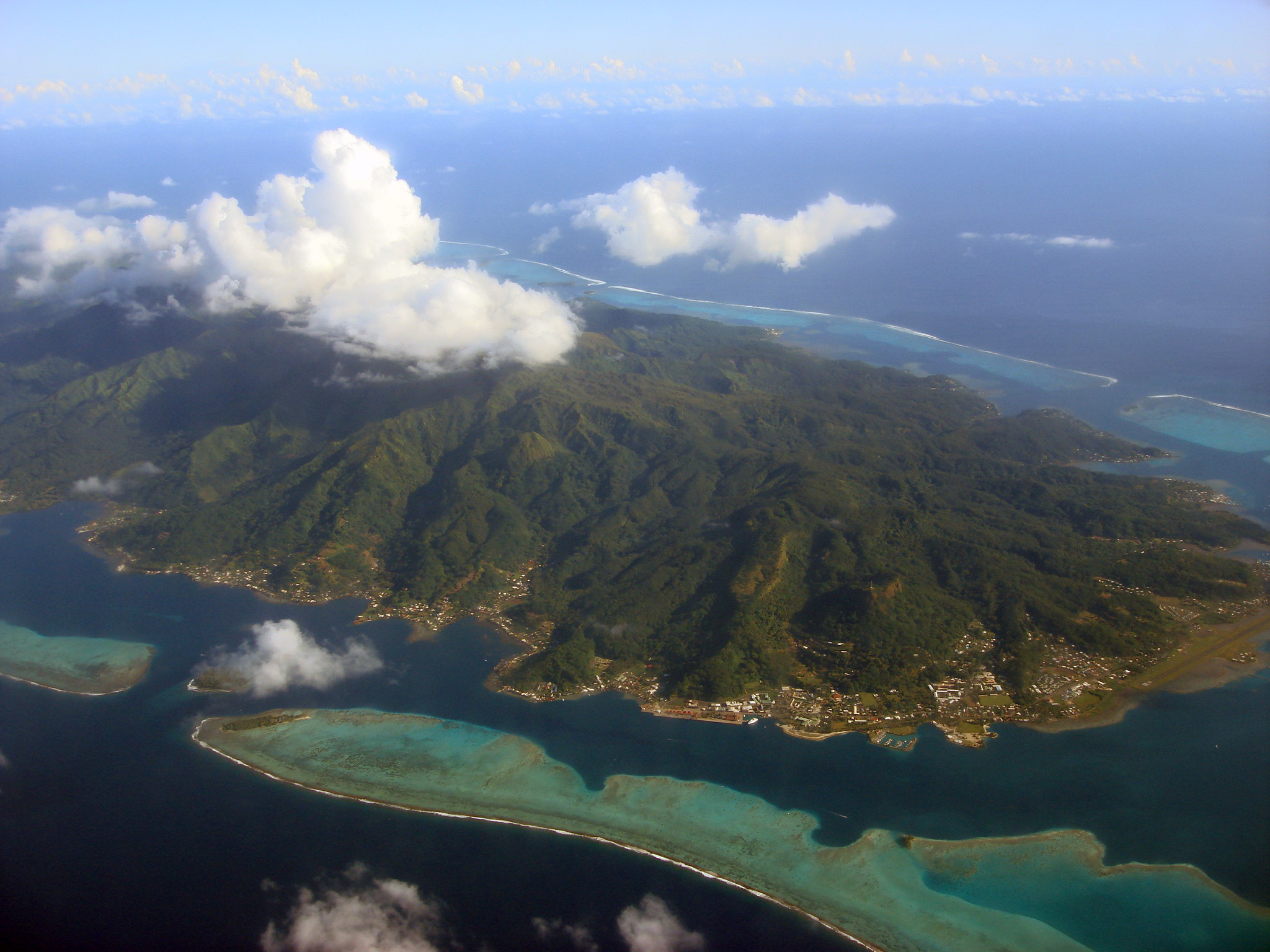
Fågeln förekom endast på ön Raiatea i Sällskapsöarna.

Raiateaparakit (Cyanoramphus ulietanus) är en utdöd fågel i familjen östpapegojor inom ordningen papegojfåglar. Fågeln förekom tidigare på Raiatea (östra Sällskapsöarna). Den är försvunnen och rapporterades senast 1773. IUCN kategoriserar arten som utdöd.